# ريتشارد ريد
ريتشارد ريد (بالإنجليزية: Richard Reid) ويلقب صاحب الحذاء الناسف (مواليد 12 أغسطس 1973 في لندن)، هو إرهابي بريطاني مسلم. حاول تفجير رحلة الخطوط الجوية الأمريكية رقم 63 المتوجهة من باريس إلى ميامي. ولد ريد لأب مجرم محترف ومحكوم بعدة قضايا جنائية، وتحول للديانة الإسلامية في بداية شبابه أثناء وجوده بأحد السجون. لاحقاً سافر ريد إلى باكستان وأفغانستان حيث تدرب وأصبح عضواً في تنظيم القاعدة.
في 22 ديسمبر 2001 استقل طائرة بوينغ 767 تابعة للخطوط الجوية الأمريكية الرحلة 63 بين باريس وميامي، وارتدى حذاء محشي بالمتفجرات، والذي حاول تفجيره داخل الطائرة أثناء تحليقها فوق المحيط الأطلسي دون جدوى. تم إخضاعه من قِبل المسافرين داخل الطائرة قبل اعتقاله في مطار لوجان الدولي في بوسطن. إعترف أنه مذنب سنة 2002، ووحهت له 8 تهم جنائية، وحكم عليه بالسجن لمدة 110 سنوات (3 مؤبدات) دون إمكانية الإفراج المشروط.